# Girolamo Scotto
Pour les articles homonymes, voir Scotto.
Girolamo Scotto (en latin : Hieronymus Scotum ; aussi Gerolamo) (Milan, vers 1505 – Venise, 3 septembre 1572) est un imprimeur italien, compositeur, homme d'affaires et libraire de la Renaissance, essentiellement actif à Venise. Il a été le membre le plus influent de la maison d'édition vénitienne, la firme Scotto, qui a existé de la fin du XVe siècle jusqu'à 1615. À son apogée dans les années 1560, la firme Scotto dirigée par Girolamo était l'une des maisons d'édition éminente en Europe, qui éditait des livres sur le droit, la scolastique, la philosophie, la médecine, la théologie et la littérature ancienne, en plus de la musique. Seule la maison d'édition d'Antonio Gardano produisait plus de livres sur la musique au XVIe siècle que la maison des Scotto sous Girolamo; plus de la moitié des publications de Scotto, 409 sur environ 800 au total, étaient des livres sur la musique.

## Biographie
Girolamo était l'un des six enfants de Bernardino Scotto, de Milan (1447-1537). On ne possède aucune archive éclairant la jeunesse de Girolamo. Avant la première apparition de son nom sur un livre publié par Scotto en 1539, son nom n'apparaît qu'une seule fois dans les archives: dans une pétition datée de 1536 au Sénat vénitien et demandant un privilège pour l'impression d'un ouvrage de Marcantonio Zimara de philosophie scolastique contenant les commentaires d'Averroès sur Aristote. Girolamo a épousé Cesaria Sinistri, qui lui a survécu, car elle a été son exécuteur testamentaire. Ils n'avaient probablement pas d'enfants. Très probablement, il s'est engagé dans le monde de l'édition au cours des années 1530, apprenant à la fois le métier d'imprimeur et celui du commerce. Certains livres de madrigaux de Philippe Verdelot, publiés par Scotto - datés 1536 et 1538 - montrent des particularités que l'on retrouvera plus tard associées à la technique de Girolamo, et peuvent donc avoir été composés par lui .
En 1539, Girolamo a repris l'exploitation de l'entreprise familiale de son frère Ottaviano II. Bien qu'Ottaviano ait vécu au moins jusqu'à 1566, il semble n'avoir eu que peu de contrôle sur l'entreprise, même s'il a continué à publier. Dans son livre sur la maison Scotto, Jane Bernstein suggère que Ottaviano puisse avoir été malade, puisqu'il a fait deux testaments distincts dans les années 1540; il peut aussi avoir préféré consacrer son temps à d'autres domaines, comme la philosophie et la médecine, confiant volontiers le côté commercial de la maison d'édition à son jeune frère,. Girolamo a acquis le contrôle de la maison d'édition à un moment particulièrement opportun. Venise entrait dans une période de plusieurs décennies de paix et de prospérité, et les entreprises capitalistes et commerciales prospéraient. Il y avait une énorme demande pour les madrigaux, une forme relativement nouvelle de musique, qui devenait très populaire en Italie, et par ailleurs la technologie de l'impression de la musique a fait des progrès de sorte que Girolamo a pu produire de la musique en masse pour répondre à la demande du marché. En plus de produire des livres de musique, il a également poursuivi la tradition de publier d'autres thèmes, tels que la philosophie, la médecine, le droit, la théologie, et d'autres matières. Il a pu également trouver le temps de composer et de publier sa propre musique.
Les deux entreprises Scotto et Gardano possédaient ensemble un monopole de fait sur l'industrie de l'édition, non seulement à Venise, mais dans toute l'Italie. Gardano, contrairement Scotto, a publié seulement de la musique. Plutôt que de se livrer à une concurrence féroce, comme Gardano l'a fait avec une petite entreprise à Ferrare, les deux maisons ont travaillé ensemble le plus souvent, échangeant souvent des idées, après avoir apparemment compris que les deux maisons pourraient tirer profit de leur arrangement. Durant les 33 ans de leur domination sur le marché italien, Scotto a produit plus de 800 publications - environ un tirage complet d'un nouveau livre ou d'un ensemble de pièces de musique toutes les deux semaines,.
Ayant le monopole, un marché sain pour ses produits, et un réseau de libraires dans toute l'Italie et la Sicile, Scotto a acquis une richesse considérable pendant les décennies du milieu du XVIe siècle. Les registres de taxes, et son testament montrent qu'il possédait de nombreuses propriétés qu'il louait et des champs cultivés, particulièrement nombreux dans les environs de Padoue. En 1571, il a été élu priore par la Guilde vénitienne des imprimeurs et libraires, dont les membres rassemblaient à Venise l'ensemble des figures notables dans ce domaine d'activité. Girolamo est décédé le 23 septembre 1573, et a été enterré dans l'église monastique de San Francesco della Vigna, à Venise.
À la mort de Girolamo en 1572, la firme Scotto a été transmise à l'héritier de Girolamo, son neveu Melchiorre Scotto. À la mort de Melchiorre en 1613, elle a été dissoute et ses actifs mis en vente aux enchères publiques car l'héritier désigné par Melchiorre a été considéré par les autorités vénitiennes comme illégitime.

## Compositions
La musique de Scotto, à la fois profane et vocale, a été écrite pour son marché, et était en grande partie didactique. Scotto a écrit 220 compositions qu'il a publiées lui-même, dont de nombreux madrigaux pour deux ou trois voix. Les madrigaux à deux voix étaient une rareté relative à ce moment, mais ils étaient utiles pour l'enseignement et pour les amateurs. La plupart des autres madrigaux étaient à quatre ou cinq voix. Stylistiquement, ils entretenaient des relations avec les tendances contemporaines. Scotto a probablement tiré des idées des compositeurs dont il publiait les œuvres. En fait, il a paraphrasé parfois leur travail dans le sien. Une de ses compositions était une mise en musique d'un sonnet de Pétrarque Padre del ciel, doppo i perduti giorni. Cette œuvre au ton sérieux, un sonnet de contrition et de renoncement emblématique à la Contre-Réforme, a été utilisé par un seul autre compositeur: le célèbre Cyprien de Rore.